# Diakhao
Diakhao ist eine städtische Gemeinde (commune) im Département Fatick der Region Fatick, gelegen im zentralen Westen Senegals.

## Geographische Lage
Die Gemeinde Diakhao liegt im Erdnussbecken Senegals. Der Hauptort Diakhao liegt 18 Kilometer nordöstlich der Départementspräfektur Fatick und 127 Kilometer östlich der Hauptstadt Dakar. Das Gemeindegebiet hat eine Fläche von 11,71 km² und ist eine Enklave im Gebiet der ländlichen Gemeinde Thiaré Ndialgui, deren Hauptort fünf Kilometer östlich der Stadt liegt.

## Geschichte
Das Dorf Diakhao  war seit 1972 Hauptort einer Communauté rurale (Landgemeinde) gleichen Namens sowie Sitz der Unterpräfektur des Arrondissement de Diakhao. 2011 erlangte Diakhao den Status einer Commune (Stadt). Damit verbunden war die Ausgliederung des Stadtgebietes aus dem Gebiet der Landgemeinde, deren Hauptort und Namensgeber fortan das Dorf Thiaré Ndialgui war. Zugleich verlor Diakhao die Funktion als Sitz einer Unterpräfektur, die an das Dorf Ndiob überging als Sitz des Arrondissement de Ndiob.

## Bevölkerung
Die letzten Volkszählungen ergaben jeweils folgende Einwohnerzahlen:
| Jahr | Einwohner |
| ---- | --------- |
| 1988 | 16.308    |
| 2002 | 20.498    |
| 2013 | 4.398     |
| 2023 | 5.590     |

Nach dem Zensus 1988 umfasste die damalige Landgemeinde 30 Dörfer. Der Hauptort Diakhao hatte damals 932 Einwohner und lag damit nach Einwohnerzahl in der Landgemeinde an erster Stelle.

## Verkehr
Diakhao liegt an der Nationalstraße N 10. Sie führt in Nord-Süd-Richtung von Diourbel nach Fatick.